# Thibaut Vallette
Thibaut Vallette (Brest, 18 januari 1974) is een Frans ruiter gespecialiseerd in eventing. Vallette won tijdens de Olympische Zomerspelen 2016 de gouden medaille in de landenwedstrijd. Individueel eindigde hij als dertiende.

## Resultaten
- Olympische Zomerspelen 2016 in Rio de Janeiro 13e individueel eventing met Qing du Briot
- Olympische Zomerspelen 2016 in Rio de Janeiro  landenwedstrijd eventing met Qing du Briot
- Wereldruiterspelen 2018 in Tryon 6e in de eventing met Qing du Briot ENE HN
- Wereldruiterspelen 2018 in Tryon  in de landenwedstrijd eventing met Qing du Briot ENE HN

1912: Nordlander, Adlercreutz, Casparsson,  Horn af Åminne ·
1920: Mörner, Lundström, von Braun,  Dyrsch ·
1924: Van der Voort van Zijp, Pahud de Mortanges, De Kruijff,  Colenbrander ·
1928: Pahud de Mortanges, De Kruijff, Van der Voort van Zijp ·
1932: Thomson, Chamberlin, Argo ·
1936: Stubbendorf, Lippert, von Wangenheim ·
1948: Henry, Anderson, Thomson ·
1952: von Blixen-Finecke, Stahre, Frölén ·
1956: Weldon, Rook, Hill ·
1960: Morgan, Lavis, Roycroft ·
1964: Checcoli, Angioni, Ravano ·
1968: Allhusen, Meade, Jones ·
1972: Meade, Gordon-Watson, Parker, Phillips ·
1976: Coffin, Plumb, Davidson, Tauskey ·
1980: Blinov, Salnikov, Volkov, Rogosjin ·
1984: Plumb, Stives, Fleischmann, Davidson ·
1988: Erhorn, Baumann, Kaspareit, Ehrenbrink ·
1992: Green, Rolton, Hoy, Ryan ·
1996: Schaeffer, Rolton, Hoy, Dutton ·
2000: Dutton, Hoy, Tinney, Ryan ·
2004: Boiteau, Lyard, Courrèges, Teulère, Touzaint ·
2008: Thomsen, Ostholt, Dibowski, Klimke, Romeike ·
2012: Auffarth, Jung, Klimke, Schrade, Thomsen ·
2016: Laghouag, Lemoine, Nicolas, Vallette ·
2020: Collett, McEwen, Townend ·
2024: Canter, Collett, McEwen